# Intern analys
Internanalys är en analys av en organisations inomstående verklighet (dvs inom organisationen). I en SWOT-analys kännetecknas detta av de första bokstäverna; S ("Strengths", styrkor), W ("Weaknesses", svagheter), ("Opportunities", möjligheter) samt ("Threats", hot).